# قيس بن السكن
أبو زيد قيس بن السكن بن قيس الخزرجي الأنصاري صحابي جليل من قبيلة الخزرج من الأنصار شهد مع النبي محمد ﷺ غزوة بدر وغزوة أحد وغزوة الخندق والمشاهد كلها مع النبي صل الله عليه وسلم وشهد الفتح الإسلامي للعراق وقُتِل شهيداً في معركة الجسر.